# Disconto-Gesellschaft

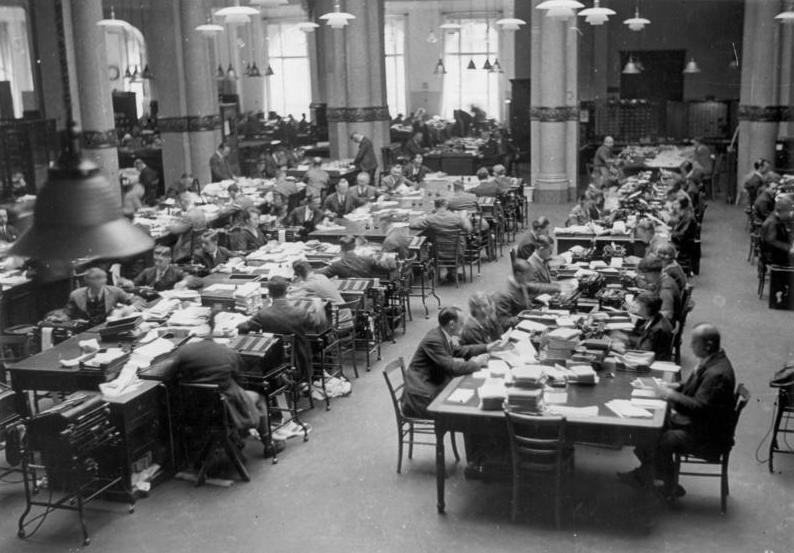
Veduta interna degli uffici

La Direction der Disconto-Gesellschaft (comunemente abbreviata in Disconto-Gesellschaft) è stata una delle maggiori banche tedesche.

## Storia
La banca fu fondata a Berlino nel 1851 come società di persone di 236 soci ed un capitale di 541.600 talleri. Nel 1856 fu trasformata in società in accomandita per azioni con il nome di Direktion der Disconto-Gesellschaft. Il fondatore fu David Hansemann, che successivamente divenne Ministro delle Finanze del regno di Prussia. L'attività iniziale era quella di incentivare l'iniziativa imprenditoriale e di sottoscrivere titoli del debito pubblico e azioni delle compagnie ferroviarie. 
Sotto la direzione di Adolf von Hansemann, figlio del fondatore, che ne fu presidente dal 1864 al 1903, l'istituto divenne uno dei maggiori e più influenti del neonato stato tedesco. Nel 1890 fu aperta la filiale di Londra, dando inizio alle attività all'estero della banca. Nel 1895 la Disconto-Gesellschaft si fuse con la Norddeutsche Bank di Amburgo portando il capitale sociale a 115 milioni di marchi. Nel 1901,  in occasione della liquidazione della casa bancaria M. A. Rothschild & Sohne di Francoforte, la banca si trovò ad avere una filiale in tale società. L'acquisizione della casa Rotschild di Francoforte creò anche la relazione con la casa N M Rothschild & Sons di Londra, con cui la Disconto-Gesellschaft fu da allora in poi identificata.
Gli interessi in comune con i Rotschild portarono la Disconto-Gesellschaft a sottoscrivere il debito pubblico e quello delle compagnie ferroviarie di nazioni come la Russia, la Romania, la Cina e il Giappone. Inoltre finanziarono la Compagnia ferroviaria del Kamerun e la Grande Ferrovia del Venezuela, due speculazioni che portarono gravi perdite.
Inoltre la Disconto-Gesellschaft promosse le imprese per lo sfruttamento delle risorse naturali tedesche: le miniere di carbone e metalli, le fonderie e acciaierie, i cantieri navali, l'industria elettrica, le ferrovie, le assicurazioni contro gli incendi e sulla vita. In particolare fornirono assistenza nel collocamento di un prestito obbligazionario di 10 milioni di talleri alla Krupp nel 1874.
A partire dal 1881 la Disconto-Gesellschaft attraverso la fondazione o la partecipazione in istituti bancari creò una rete di 87 filiali in tutti i continenti. 
Stabilì, inoltre, legami con importanti industrie e istituti finanziari, tanto che nel 1908 aveva propri rappresentanti nel consiglio di amministrazione di
92 società per azioni. 
Nel 1929 la Disconto-Gesellschaft si fuse con la Deutsche Bank.